# Hit Me
Hit Me – drugi singiel brytyjskiej grupy alternatywno-rockowej Suede pochodzący z szóstego albumu studyjnego Bloodsports. Wydany 27 maja 2013 roku.
30 maja 2013 roku w serwisie YouTube opublikowano oficjalny teledysk do utworu Hit Me. Reżyserem wideoklipu jest David Barnes.

## Lista utworów
Digital download (iTunes)
| Nr | Tytuł utworu          | Długość |
| -- | --------------------- | ------- |
| 1. | „Hit Me”              | 4:03    |
| 2. | „Hit Me” (Radio Edit) | 3:21    |
| 3. | „Falling Planes”      | 4:52    |
| 4. | „What Violet Says”    | 4:10    |

## Listy przebojów
| Państwo | Lista                               | Najwyższa pozycja |
| ------- | ----------------------------------- | ----------------- |
| Polska  | NRD – Najlepsza Rockowa Dwudziestka | 3 (2 lipca 2013)  |